# Театр имени Моссовета
Госуда́рственный академи́ческий теа́тр и́мени Моссове́та — драматический театр в Москве, отмеченный орденами Ленина и Трудового Красного Знамени. Основан в 1923 году литератором и режиссёром Сергеем Ивановичем Прокофьевым как театр рабочих Московского губернского совета профессиональных союзов (МГСПС). Своё современное название получил в 1938 году.

## История

### Становление театра
В 1923 году по инициативе пролетариата столицы был организован первый в мире театр рабочих Московского губернского совета профессиональных союзов как передвижная театральная труппа при Культотделе МГСПС для обслуживания рабочих районов, фабричных театров и клубов Москвы и Московской губернии. Передвижным ансамблем — у театра не было собственного помещения — руководил режиссёр-энтузиаст Сергей Прокофьев. В труппу входило девять человек, а репертуар состоял из двух недорогих спектаклей для рабочих клубов: «Париж» Сергея Прокофьева и «Савва» Леонида Андреева. Спектакль «Савва» был показан в Колонном зале Дома Союзов и вызвал большой интерес публики. Поскольку коллектив поддерживался культурным отделом московских профсоюзов, решением Президиума МГСПС 3 марта 1923 года труппа получила официальный статус — Театр имени МГСПС.
До того, как у труппы появилось собственное помещение, она провела 350 представлений на разных площадках столицы. За первый год существования коллектив увеличился в несколько раз и объединился с филиалом бывшего Театра Корша. В 1924 году Театру имени МГСПС выделили театральное помещение в летнем саду «Эрмитаж».
В 1925 году новым руководителем стал опытный театральный деятель, актёр и бывший режиссёр Театра Корша Евсей Любимов-Ланской. Поначалу объединённая труппа показывала спектакли-однодневки на сезон: «Картонные герои», «Проститутка», «Воровка детей», но постепенно театр отошёл от подобного репертуара. Чтобы найти контакт с небогатой рабочей публикой, театр вступил в творческое сотрудничество с начинающими драматургами Владимиром Билль-Белоцерковским, Фёдором Гладковым, Владимиром Киршоном, Александром Афиногеновым, Николаем Погодиным и другими. Бывший матрос Владимир Билль-Белоцерковский предложил пьесу «Шторм» на тему революции — она была многократно отклонена другими театрами, актёры Театра имени МГСПС во время читки также высказались против, но режиссёр настоял на решении поставить спектакль по пьесе. Вопреки опасениям труппы, спектакль прошёл с ошеломительным успехом и сделал театр популярным.

Грозное дыхание великих, жестоких и решающих дней революции опалило аудиторию. Она была во власти подлинного шторма, сметающего наслоения целых веков и превращающего в песок твердыни окостенелых традиций и понятий.
— Газета «Комсомольская правда»
Следующими спектаклями стали «Шторм» по пьесе Владимира Билль-Белоцерковского — о том, как увидеть героическое в повседневном и будничном; «Ржавчина» — по пьесе драматурга Владимира Киршона и А. Успенского — об участнике гражданской войны, который паразитировал на старых заслугах перед революцией; «Мятеж» — пьеса Дмитрия Фурманова оказалась незавершённой из-за смерти автора, работу над пьесой закончила труппа. В театре ставили спектакли на злободневные темы: в ответ на лозунг «Даёшь паровозы!» появилась пьеса «Рельсы гудят», на лозунг «Даёшь уголь!» — спектакль «Голос недр», на лозунг «Даёшь нефть!» — спектакль «Город ветров» и так далее. Также за несколько лет до появления фильма «Чапаев» в театре прошёл одноимённый спектакль.

### Кризис и руководство Завадского
В 1930 году театр стал называться Театром имени Московского областного совета профессиональных союзов. Первые десять лет существования он был полемичным, такими были даже названия спектаклей: например, в ответ на спектакль «Луна с правой стороны» театр представлял публике постановку «Луна слева», в ответ на «Мглу» появился спектакль «Солнечная сторона». При этом театр не имел однозначного взгляда на репертуар и постепенно терял былую актуальность, спектакли становились проходными. В середине 1930-х годов в театре перестали ставить спектакли на современные темы: с 1935 по 1938 год была поставлена одна пьеса — «Сыновья», которая не стала заметным явлением. В театре начинался кризис. Чтобы изменить ситуацию, Евсей Любимов-Ланской пригласил актёров из бывшего MXATа 2-го. После этого появились спектакли «Васса Железнова» Максима Горького и «Салют, Испания!» Александра Афиногенова.
В 1938 году у театра появилось современное название. К 1940 году приглашённые актёры и режиссёры по разным причинам ушли из театра. Творческий кризис усилился, и после гастролей на Дальнем Востоке летом 1940 года Евсей Любимов-Ланской пригласил главным режиссёром Юрия Завадского, ученика Константина Станиславского, Владимира Немировича-Данченко и Евгения Вахтангова, с которым пути театра пересекались ещё во время гастролей в 1936 году. Первый спектакль нового режиссёра — «Трактирщица» — стал визитной карточкой театра. Для объединения в спектаклях мастеров разных школ была использована пьеса «Машенька» Александра Афиногенова.
В труппу к Василию Ванину, Сергею Годзи, Нине Княгининской, Михаилу Розен-Санину, Ольге Викландт, Николаю Темякову вошли ученики Юрия Завадского. В эти годы сформировался блистательный творческий коллектив театра, в нём играли Фаина Раневская, Вера Марецкая, Любовь Орлова, Николай Мордвинов, Ростислав Плятт, Михаил Названов, Леонид Марков, Людмила Шапошникова, Борис Иванов, Георгий Жжёнов, Геннадий Бортников, Александр Костомолоцкий, Маргарита Терехова и другие актёры. Юрий Завадский сохранил за театром репутацию лаборатории современной советской пьесы, но существенно изменил способы художественной выразительности. Условная форма, театральность сочетались с психологической разработкой характеров. Режиссёр руководил театром 37 лет. Последним его спектаклем стали «Петербургские сновидения». 5 апреля 1977 года Юрий Завадский скончался. После его смерти театром временно руководил Президиум худсовета, вопросы решались коллегиально.

### Театр в военное время
С началом Великой Отечественной войны театр был эвакуирован в Казахстан, где начал свою работу сначала в Чимкенте (с 5 декабря 1941 года), а затем — в Алма-Ате (с 25 мая 1942 года). До 1 января 1943 года театр возобновил из спектаклей московского репертуара «Надежду Дурову» А. Кочеткова, «Трактирщицу» К. Гольдони, «Машеньку» А. Афиногенова и поставил новые — «Не всё коту масленица» А. Островского, «Накануне» А. Афиногенова, «Каннибалы» (антифашистский вечер одноактных пьес) и другие, а также вечера-концерты из произведений А. Пушкина и В. Маяковского. Театр провёл 119 концертов для частей Красной армии, девять шефских спектаклей на фронте, вёл работу в госпиталях. В годы Великой Отечественной войны Юрий Завадский так определял задачи театра:
И в минувших событиях войны, и в тех, которые ещё предстоят, есть одна для искусства самая важная, самая значительная тема — это тема величия духа советского человека, глубины и самоотверженности его патриотизма, безграничной веры в правоту своего народа и в победу, его высокого героизма… Наше искусство обязано раскрыть эту тему во всей её широте и глубине. Оно обязано показать зрителю и читателю героя нашего времени, его характер, его биографию, его психологию.
В 1942 году Евсей Любимов-Ланской перешёл в Малый театр, а театр возглавил Юрий Завадский. В этом же году он получил звание народного артиста РСФСР, а актриса Вера Марецкая — Сталинскую премию за исполнение роли Надежды Дуровой. Завадский поставил в театре пьесы «Олеко Дундич» А. Г. Ржешевского, М. А. Каца, «Русские люди» К. М. Симонова, «Фронт» А. Е. Корнейчука, «Нашествие» Л. М. Леонова.
В 1943 году театр вернулся в столицу и до конца Великой Отечественной войны не только показывал спектакли, но и давал концерты на заводах и в госпиталях. В том же году Вере Марецкой присвоили звание народной артистки РСФСР, а в 1945 году за постановку спектаклей «Нашествие», «Отелло» и «Встреча в темноте» Сталинской премией был отмечен и Юрий Завадский.

Коллектив театра успел за десять дней побывать в Лиинахамари, куда североморские лётчики доставили его на самолёте. Один из спектаклей в эту пору шёл в бывшем лагере для военнопленных. Ещё сохранилась ограда из густой проволоки с надписью «Барак № 2». Немцы были в Лиинахамари, и в этом бараке гибли советские люди, попавшие в руки фашистских палачей. Немцев вышибли, и сюда вернулась жизнь. В день спектакля барак был буквально набит битком советскими бойцами. Они смотрели спектакль, к которому два дня готовились: чистились, брились, мылись. Это был подлинный праздник для тех, кто защищает культуру, цивилизацию от варварства и разрушений, кто утверждает жизнь, радостную и счастливую.
— Газета «Североморский лётчик»

### Работа после войны
Осенью 1947 года в здании театра решили провести ремонт, но здание настолько обветшало, что начало обрушиваться. После этого театр на 12 лет переехал в здание Дворца культуры на площади Журавлёва — в бывший Введенский народный дом. Находившуюся рядом станцию метро «Электрозаводская» театральные завсегдатаи называли «Электрозавадской». Однако место оказалось неудачным — зрителей на новом месте оказалось крайне мало. По этой причине в театре сменили репертуар — начали ставить пьесы современных авторов, а позднее вернулись к «Шторму» и «Маскараду» Михаила Лермонтова. За десять послевоенных лет труппа значительно выросла: пришло большое число молодых артистов из студии при театре, а спектакли стали показывать на двух площадках: на главной сцене в здании на площади Журавлёва и на сцене филиала.
В 1949 году театр был награждён орденом Трудового Красного Знамени. В 1952—1953 годах театр одним из первых выезжал на гастроли за границу — в Польшу, Болгарию и Румынию, спектакли проходили как в крупных городах (Варшаве, Софии, Бухаресте, Пловдиве, Варне, Плоешти), так и в небольших. Театр постоянно обращался к острым проблемам современности, а также одним из первых разработал производственную тему, пик развития которой пришёлся на 1970-е.
В 1954 году по проекту архитектора Михаила Жирова началось строительство нового здания театра в саду «Аквариум». В изначальном варианте здание было украшено различными архитектурными элементами, но после смерти Иосифа Сталина началась борьба с подобными излишествами, и здание перестроили по упрощённому плану. При этом интерьеры здания в основном были завершены по первоначальному проекту. Новое помещение передали театру в начале ноября 1959 года, и уже 5 ноября специально для строителей труппа представила первый спектакль.
В 1964 году театру присвоили статус академического, а в 1973 году театр наградили орденом Ленина. В середине 1960-х для показа экспериментальных постановок и спектаклей малой формы был создан «Театр в фойе», в 1978 году в театре открылась «Малая сцена».

### В современной России
В 1990 году появилась новая сцена «Под крышей», где первым спектаклем показали «Калигулу».
В 1993 году распоряжением правительства Москвы к 70-летию театра было выделено 25 миллионов рублей на капитальный ремонт основной сцены и завершение работ по строительству пристройки, выделены 6,5 миллионов на модернизацию театра, предоставлены квартиры для временного проживания приглашённых творческих работников, средства для закупки оборудования студии звукозаписи, 20 тонн мелованной бумаги для создания юбилейного альбома, а также несколько автомобилей «ВАЗ» для старейших работников театра.
В 1973 году в театре начал работать режиссёр-постановщик Павел Хомский, ставший главным режиссёром в 1985-м, а в 2000 году — худруком. Хомский скончался 6 сентября 2016 года.
С 2016 по 2020 год художественным руководством театра занимался триумвират, в который входили Юрий Ерёмин, Андрей Кончаловский и Сергей Юрский.
8 сентября 2020 года художественным руководителем театра назначен Евгений Марчелли.
В 2022 году, в соответствии с Приказом Департамента культуры города Москвы от 29 марта 2022 года № 215/ОД «О реорганизации Государственного бюджетного учреждения культуры города Москвы „Государственный академический театр имени Моссовета“», к Театру Моссовета присоединён Театр МОСТ.
- Здание театра в 2014 году
- Здание театра в 2016 году
- Сцена театра, 2014 год
- Зрительный зал в антракте рок-оперы

## Труппа и репертуар
См. также: Категория:Персоналии:Театр им. Моссовета

### Народные артисты РСФСР
- Татьяна Бестаева
- Александр Голобородько
- Нина Дробышева
- Валентина Талызина
- Сергей Цейц

### Народные артисты России
- Анатолий Васильев
- Александр Домогаров (до 28 мая 2024 года)
- Николай Лебедев
- Ольга Остроумова
- Евгений Стеблов
- Владимир Сулимов
- Виктор Сухоруков
- Маргарита Терехова
- Александр Филиппенко

### Заслуженные артисты РСФСР
- Леонид Евтифьев
- Валентина Карева
- Нелли Пшённая

### Заслуженные артисты России
- Ольга Анохина
- Александр Бобровский
- Вячеслав Бутенко
- Елена Валюшкина
- Сергей Виноградов
- Юлия Высоцкая
- Владимир Горюшин
- Екатерина Гусева
- Ольга Кабо
- Виталий Кищенко
- Ирина Климова
- Мария Кнушевицкая
- Евгения Крюкова
- Лариса Кузнецова
- Гоша Куценко
- Андрей Межулис
- Валерий Сторожик
- Леонид Фомин
- Юрий Черкасов
- Светлана Шершнева
- Маргарита Шубина
- Валерий Ярёменко
- Александр Яцко

### Артисты
- Владимир Андриянов
- Антон Аносов
- Валерий Анохин
- Юрий Беркун
- Елена Бероева
- Галина Боб
- Владислав Боковин
- Станислав Бондаренко
- Марк Вдовин
- Лилия Волкова
- Анна Гарнова
- Виктор Гордеев
- Алексей Гришин
- Евгений Данчевский
- Павел Деревянко
- Александр Емельянов
- Дмитрий Журавлёв
- Сергей Зотов
- Кристина Исайкина
- Вера Каншина
- Роман Кириллов
- Марина Кондратьева
- Нина Коновалова
- Геннадий Коротков
- Нил Кропалов
- Александра Кузенкина
- Олег Кузнецов
- Надежда Лумпова
- Яна Львова
- Анна Михайловская
- Лариса Наумкина
- Олег Отс
- Дмитрий Подадаев
- Дмитрий Попов
- Антон Поспелов
- Владимир Прокошин
- Анастасия Пронина
- Евгений Ратьков
- Татьяна Родионова
- Дмитрий Савкин
- Андрей Смирнов
- Анастасия Тагина
- Алексей Трофимов
- Павел Усачев
- Дмитрий Фёдоров
- Михаил Филиппов
- Юлия Хлынина
- Татьяна Храмова
- Алексей Шмаринов
- Дмитрий Щербина
- Маргарита Юдина

## Награды
- Орден Ленина
- Орден Трудового Красного Знамени.
- Благодарность президента Российской Федерации (4 марта 2008 года) — за большой вклад в развитие отечественного театрального искусства и достигнутые творческие успехи[13].